# 旧中村家住宅 (長野県)
旧中村家住宅（きゅうなかむらけじゅうたく）は、長野県大町市美麻にある歴史的建造物（民家）で、国の重要文化財に指定されている。

## 概要
建築年代のわかる民家としては長野県で最も古く、保存状態もよい。17世紀後期の上層農民の居住生活を知るためのよい資料である。1780年（安永9年）に建築された土蔵も古いほうに入る。1993年（平成5年）11月に県宝に、1997年12月に土蔵を含めて国の重要文化財に指定された。1996年に中村家から美麻村に譲渡され、その後の市町村合併で大町市の所有になっている。

## 主屋
主屋の建築年代は、中村家の年代記によって確認されている。間口14間（約27.72m）、奥行6間の茅葺寄棟造で、建築当時の手斧削りの柱もよく残っている。棟上部には煙出しが、正面右手には武士が来たときに使われる式台が、右手の大きな戸は日常の人や馬の出入口であった。内部には、土間、馬屋、板の間、茶の間、客座敷、寝間、麻掻場などを備え、これは当時の上層農民住宅の特徴でもあるとされる。栗材・桂材が多く用いられている。
広い土間は作業場でもあった。筵やねこを敷いた土座があり、地面に掘った炉も備えている。

## 土蔵
急勾配の茅葺置き屋根で、3尺（約99cm）間隔で立てられた栗材の柱は、その屋根を支える梁をしっかり支えている。

## 十王堂
敷地内には十王堂があり、木造の十王像や地蔵菩薩像が安置され、堂の前には多くの石造物が建てられているなど、仏教信仰が厚かったことがうかがわれる。